# Tät kvastfibbla
Tät kvastfibbla, Hieracium dubium, synonym Pilosella dubia,  är en otydligt särskiljbar underart inom gruppen kvastfibblor.

## Namnet
Det vetenskapliga namnet Hieracium dubium, L., är basionym till det senare namnet Pilosella dubia, (L.) F. W. Schultz & Sch. Bip.
En bild av växten från ett herbarium på British Museum finns här: 

## Etymologi
Latin dubium betyder tvivel, tvekan och syftar på att bara mycket typiska exemplar av växten kan säkert särskiljas från ett stort antal underarter i gruppen kvastfibblor med näraliggande utseende.
Dubium är maskulinum medan dubia i det senare namnet är femininum av samma ordrot av den anledningen att man internationellt har kommit överens om att alla vetenskapliga namn på växter ska anses vara feminina.

## Bygdemål
Benämningen hundfötter har förekommit i Värmland och på finlandssvenska.